# Blindaje Chobham
Blindaje Chobham es el nombre informal dado a los blindajes compuestos desarrollados en los años 1960 en el centro de investigación británico sobre tanques, en Chobham Common, en Surrey. Se convirtió en el nombre genérico para los blindajes cerámicos.
Puesto que los detalles de la construcción eran secretos, se describía como un compuesto de "azulejos" en cerámica integrada en una matriz metálica y adherida en una placa como soporte y de varias capas elásticas. La extrema dureza de la cerámica utilizada, ofrece una resistencia reforzada contra las municiones como el obús antitanques HEAT. Solo los tanques M1 Abrams, Challenger 1 y Challenger 2 se presentaron como posibles operadores para este blindaje.

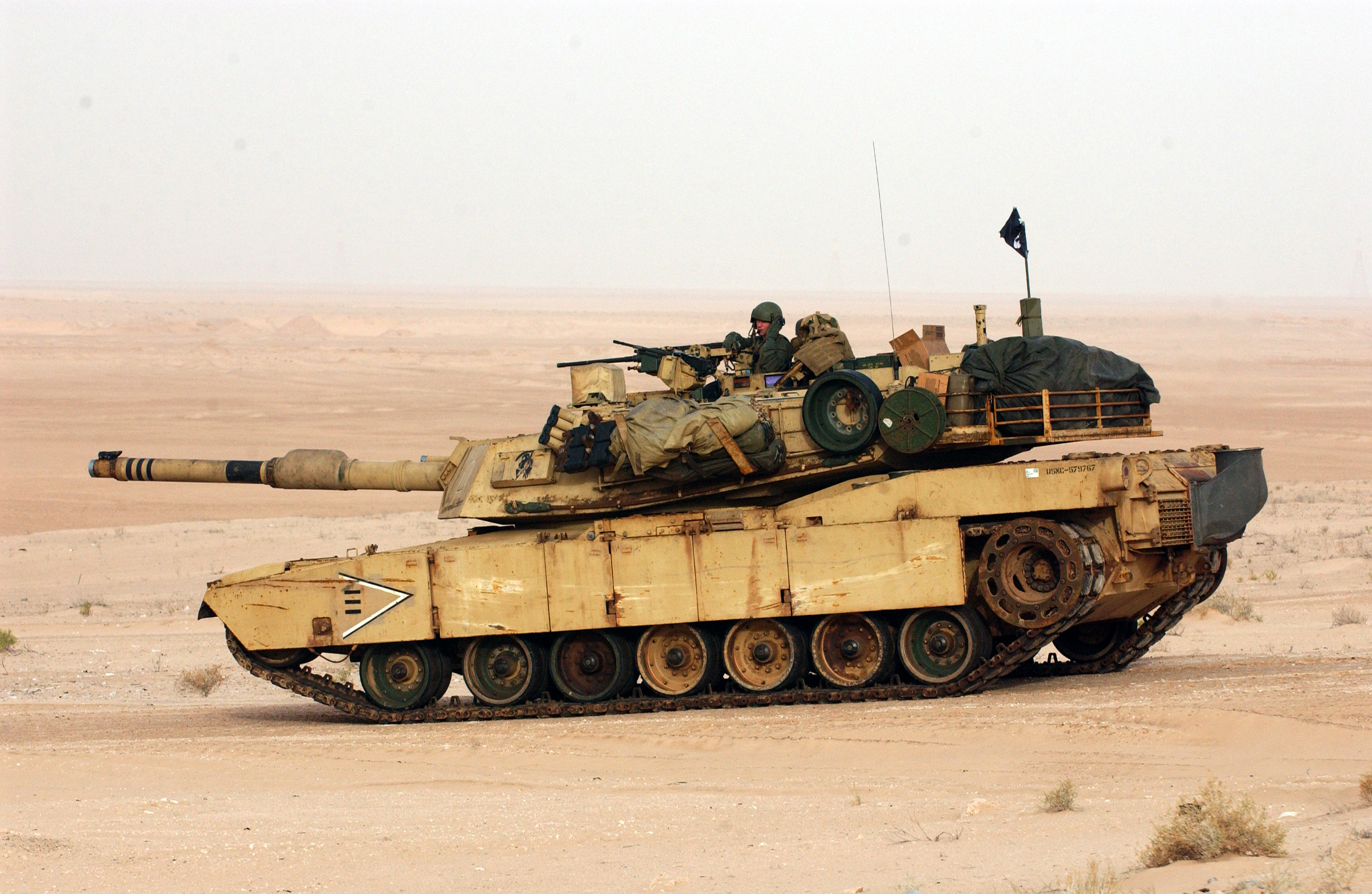
Un tanque M1A1 del Cuerpo de Marines de EE.UU. en un ejercicio con fuego real en Irak, 2003. Éste blindado usa un tipo de blindaje Chobham, compuesto supuestamente de planchas en sándwich de uranio empobrecido y acero en aleación con tungsteno.

## Protección
Debido a la gran dureza de la cerámica utilizada, el blindaje Chobham ofrece una muy buena resistencia contra las diferentes tipos de proyectiles. La cerámica (pulverizada) causa un comportamiento particular sobre ciertos proyectiles, una velocidad mayor no dará lugar a una penetración mayor, sino más bien a la destrucción del mismo proyectil.
La eficacia del blindaje Chobham se ha demostrado durante la guerra del golfo en 1991 donde solamente 23 tanques de Naciones Unidas fueron puestos fuera de combate y durante la guerra de Irak en 2003 donde ningún tanque de la Coalición fue destruido por un misil antitanque. A día de hoy, algunos tanques protegidos por un blindaje Chobham fueron derrotados por el enemigo en combate. El estudio realizado por los observadores de los cascos de tanques perdidos para determinar las cualidades de protección del blindaje Chobham es poco pertinente puesto que, debido al hecho de ser secreto, es difícil establecer en qué medida estos tanques estaban protegidos o no por los módulos de cerámica.

## Estructura
Las placas de cerámica no soportan impactos sucesivos, y pierden gradualmente gran parte de su capacidad de protección. Para minimizar este efecto las placas tienen que ser lo más pequeñas posible, pero la matriz elemental tendrá para tal efecto como mínimo un grosor de 25 mm, de lo contrario la proporción de cobertura dada por las placas sería desfavorable, fijando un límite práctico de un diámetro de unos 10 cm. La pequeñas piezas hexagonales o cuadradas de cerámica están encerradas en la matriz o bien con una presión isostática o bien adhiriéndolos con resina epoxica. Desde principio de los noventa se sabe que colocar las placas bajo una compresión constante en la matriz aumenta notablemente su resistencia a los penetradores cinéticos de blindaje, lo que es difícil de conseguir cuando se usa adhesivos.
La matriz tiene que estar sujeta desde atrás por una placa, tanto para reforzar las placas cerámicas como para prevenir deformaciones en la matriz de metal por un impacto cinético. Típicamente la placa trasera tiene la mitad de la masa de la matriz compositiva. El ensamblaje está a su vez fijado por capas elásticas. Esto absorbe impactos, pero su función principal es prolongar la vida útil de la matriz compositiva protegiéndolo contra las vibraciones. Varios ensamblajes pueden ser apilados, dependiendo del espacio disponible; de esta manera el blindaje puede estar hecho modular, adaptable a la situación táctica. El grosor de un ensamblaje típico hoy en día es entre 5 y 6 cm. Los primeros ensamblajes, llamados matrices DOP (Depth of penetration) eran más gruesos.

## Material
A lo largo de los años se han desarrollado nuevos compuestos más fuertes, dándole cinco veces más valor de protección que las cerámicas originales, llegando a ser cinco veces más efectivas que el acero del mismo peso. Estas suelen ser frecuentemente una mezcla de varios materiales cerámicos o una matriz de compuestos metálicos , que combinan compuestos cerámicos con metal. Los últimos desarrollos se centran en el uso de nanotubos de carbono para aumentar la dureza todavía más. El carburo de boro es el más duro y más ligero, pero también el más caro y frágil. Los compuestos de carburo de boro mejoran las placas cerámicas protegiendo contra pequeños proyectiles, usándose en armaduras corporales y helicópteros blindados.
Una matriz que usa una aleación de titanio es extremadamente cara de fabricar, pero el metal resultante se ve favorecido por su ligereza, fuerza y resistencia a la corrosión, que suele ser un problema constante. La "Rank Company" afirma que ha inventado una matriz de aluminio para la inserción de las placas de carburo de boro o carburo de silicio. 

## Módulos de metales pesados
La configuración de los blindajes de los primeros tanques occidentales usando el blindaje Chobham estaban optimizados para defenderse contra misiles guiados. A principio de los ochenta empezaron a enfrentarse sin embargo a los penetradores de energía cinética soviéticos mejorados, contra los cuales la placa metálica no era particularmente efectiva: las cerámicas originales tenían una resistencia contra penetradores de aproximadamente un tercio comparado con los "HEAT". Por esta razón muchos diseños modernos incluían capas adicionales de metales pesados para dar más densidad al blindaje.
La introducción de los nuevos compuestos cerámicos permitía una mayor amplitud de las capas metálicas dentro del armazón del blindaje: Dado un cierto nivel de protección por la matriz compuesta, podían ser más finas. Típicamente forman una capa interna colocada debajo de la matriz que es mucho más cara, para prevenir una daño mayor en caso de que la capa de material se deformara mucho, pero no parara al penetrador. Pueden ser también usados como la capa de atrás de la matriz en si, pero esto compromete la modularidad y por lo tanto la adaptabilidad táctica del sistema del blindaje: los módulos metálicos y cerámicos no pueden entonces ser reemplazados independientemente. Es más, dado su extrema dureza se deforman insuficientemente y reflejan demasiada energía del impacto y en un radio muy amplio dañando aún más la placa cerámica. Los metales usados incluyen una aleación de tungsteno para el Challenger o, en el caso del M1A1HA (armadura pesada) y variantes posteriores de tanques americanos, una aleación de uranio empobrecido. Algunas compañías ofrecen módulos de carburo de titanio.
Esos módulos metálicos (normalmente utilizando barras perpendiculares) tienen muchas perforaciones o juntas de dilatación reduciendo el peso hasta aproximadamente un tercio mientras que mantienen las propiedades de protección de una forma prácticamente constante. La aleación de uranio empobrecido en el M1 se ha descrito como "dispuestos en un tipo de matriz de blindaje" y un solo módulo como un armazón de acero inoxidable rodeando una capa (probablemente de una pulgada o dos de ancho) de uranio empobrecido, tejido en una malla de alambre. 
Dichos módulos son también usados en tanques no equipados con el blindaje Chobham. La combinación de los compuestos de la matriz y los módulos de metal pesado es a veces llamada informalmente la "segunda generación Chobham".

## Desarrollo y Aplicación
El concepto de blindaje cerámico se remonta a 1918, cuando el Mayor Neville Monroe Hopkins descubrió que una placa de acero balístico era mucho más resistente a la penetración si se cubría con una fina capa de esmalte.
Desde principios de los sesenta había, en los EE. UU., unos amplios programas de investigación en desarrollo dirigidos con la perspectiva de emplear materiales de compuestos cerámicos en vehículos blindados. Esta investigación se centró en el uso de una matriz de compuestos de aluminio reforzado con fibras de carburo de silicio, para producirlo en grandes láminas. Las láminas de metal ligero reforzado formarían un sándwich entre capas de acero. Esta disposición tenía la ventaja de soportar varios impactos y la capacidad de curvarse, permitiendo al blindaje beneficiarse de una disposición inclinada. Sin embargo este composite con gran contenido metálico tenía el propósito inicial de mejorar la protección frente a la munición cinética debido a su masa; su desempeño frente a proyectiles de carga hueca era mediocre y debía ser mejorada por medio de un efecto de blindaje de láminas espaciadas, como en el desarrollo de los alemanes en el proyecto conjunto del MBT-70.
Otra tecnología desarrollada por los EE. UU. se basaba en el uso de módulos de vidrio insertados en el blindaje principal. A pesar de que esta disposición ofrecía mejor protección frente a proyectiles de carga hueca su capacidad frente a múltiples impactos era pobre. Un sistema similar usando módulos de vidrio insertados en el blindaje principal era el investigado al final de los sesenta para el prototipo soviético Objeto 430 del T-64; esto fue posteriormente desarrollado en el tipo "Combinación-K", mezclando un compuesto cerámico con inserciones de óxido de silicio, que ofrecía alrededor de un 50% más de protección frente a proyectiles de carga hueca y cinéticos, comparándolo con un blindaje de acero del mismo peso. Fue incorporado después, en varias formas mejoradas, en todos los subsecuentes diseños de tanques de batalla principal. Después de un periodo inicial de especulaciones por las potencias occidentales de su verdadera naturaleza, las características de este tipo se dieron a conocer con la disolución de la Unión Soviética en 1991 y la introducción del sistema mercantil que obligó a las industrias rusas a encontrar nuevos clientes destacando sus buenas cualidades, aunque a día de hoy raramente es referido como blindaje Chobham.
En el Reino Unido otra línea de desarrollo de blindaje cerámico había empezado a principios de los sesenta con la intención de mejorar la configuración de torreta de hierro fundido del Chieftain que ya ofrecía una excelente protección a proyectiles penetrantes. La investigación encabezada por Gilbert Harvey de la Organización de Investigación y Desarrollo de Vehículos de Combate (Fighting Vehicles Research and Development Establishment; en inglés) estaba por lo tanto orientada a la optimización del sistema de compuesto cerámico para luchar contra los ataques de proyectiles de carga hueca. El sistema británico consistía en una matriz hexagonal con azulejos cerámicos en un soporte de nailon balístico, colocados sobre el blindaje principal de hierro fundido. En julio de 1973 una delegación americana, en búsqueda de un nuevo tipo de blindaje para el prototipo de tanque XM815, ahora que el proyecto MBT-70 había fallado, visitó Chobham Common para informarse sobre el sistema británico, el desarrollo que había costado hasta el momento 6.000.000 de libras; información dada con anterioridad había sido divulgada a EE. UU. en 1965 y 1968. La delegación se impresionó mucho con la excelente protección anti-carga hueca combinada con la limitación de daño de impactos penetrantes, inherente al principio del uso de azulejos. El Laboratorio de Investigaciones Balísticas del Polígono de Pruebas de Aberdeen inició ese año el desarrollo de una versión, llamada Burlington, adaptada a la situación específica americana, caracterizada por una mayor producción de tanques y el uso de blindaje más fino de acero laminado. El incremento de la amenaza planteado por una nueva generación de misiles guiados soviéticos armados con una cabeza de carga hueca—como demostraron en la guerra de Yom Kipur de octubre de 1973, donde incluso misiles de anterior desarrollo causaron considerables pérdidas de tanques en el bando israelí—hizo el Burlington la elección preferida para la configuración del prototipo XM1 (renombrado XM815).
Sin embargo, el 11 de diciembre de 1974 se firmó un Memorandum de Entendimiento entre la República Federal de Alemania y los EE. UU. sobre la futura producción de un carro de combate; esto hizo que cualquier aplicación del blindaje Chobham quedase pendiente de la elección eventual del tipo de tanque. A principios de 1974 los americanos pidieron a los alemanes un rediseño de los prototipos existentes del Leopard 2, considerándolos muy ligeros de blindaje, y sugirieron la adopción del Burlington para este propósito, del cual los alemanes ya habían sido informados en marzo de 1970; sin embargo los alemanes en respuesta en 1974 iniciaron un nuevo programa de desarrollo de blindaje propio. Habiendo diseñado un sistema que en su opinión ofrecía una protección satisfactoria frente a cargas huecas, consistente en blindaje múltiple laminado espaciado con los espacios llenos de espuma de poliestireno cerámico como el instalado en el Leopard 1A3, pusieron especial énfasis en mejorar la protección ante proyectiles cinéticos, rehaciendo el sistema a módulos de blindaje de metal perforado. Una versión con Burlington añadido fue considerada, incluyendo inserciones cerámicas en varios huecos, pero rechazada ya que haría que el peso superase mucho las 60 toneladas, un peso considerado prohibitivo por ambos ejércitos. El Ejército de los EE. UU. en verano de 1974 tuvo que elegir entre el sistema alemán y el Burlington propio, una decisión más difícil dado el factor de que el Burlington, comparado con blindaje de acero, no ofrecía ventajas de peso frente a proyectiles cinéticos: el total ofrecido por el sistema tendría una equivalencia de Blindaje Homogéneo Laminado (RHA, en inglés) contra ellos de 350 mm (comparados con los cerca de 700 mm contra cargas huecas). No habiendo consenso en el desarrollo el General Creighton Abrams decidió él mismo inclinándose a favor del Burlington. Finalmente cada ejército obtuvo su propio diseño nacional de tanque, abandonando el proyecto de tanque conjunto en 1976. En febrero de 1978 los primeros tanques protegidos con Burlington salieron de fábrica cuando el primero de los once tanques M1 piloto fueron entregados por Chrysler Corporation al Ejército de EE. UU.
Junto a estos proyectos estatales, empresas privadas en los EE. UU. desarrollaron en los setenta tipos de blindaje cerámico, como el blindaje Noroc hecho por la División de Productos de Protección de la Norton Company, consistiendo en láminas de carburo de boro soportado por fibra de vidrio unidos con resinas.
En el Reino Unido la aplicación del blindaje Chobham se retrasó debido al fallo de varios proyectos de tanques avanzados: el primero una unión alemana-británica de carro de combate; después el proyecto completamente británico del MBT-80. Se había emitido una directiva en 1969 para preparar la tecnología de blindaje Chobham para 1975. Un estudio determinó la posibilidad de que un VCI con blindaje Chobham, con un diseño completamente nuevo para los sectores más vulnerables del frente y laterales (por tanto sin un blindaje principal de acero subyacente), podría ser un 10% más ligero para el mismo nivel de protección contra munición cinética, pero para limitar costes se decidió basar el primer diseño en un Chieftain convencional. El prototipo, FV 4211 o el "Chieftain de Aluminio", fue recubierto de aluminio soldado; en esencia una caja en el frente del casco, y frente y laterales de la torreta, conteniendo módulos de cerámica, cuyos 15 mm de pared interna debido a su relativa maleabilidad podría servir de plancha de soporte. El peso extra de aluminio se limitó a menos de 2 toneladas y se mostró poco susceptible de agrietamiento, como se temía inicialmente. 10 vehículos de prueba fueron pedidos pero solo el original fue fabricado cuando se canceló el proyecto en favor de programas más avanzados. Sin embargo el gobierno iraní encargó 1.225 vehículos de tipo Chieftain mejorados, el Shir-2 (FV 4030/3), usando la misma tecnología que añadía blindaje Chobham al blindaje principal fundido, elevando el peso total a 62 toneladas. Cuando este pedido fue cancelado en febrero de 1979 debido a la Revolución Iraní, el gobierno británico, bajo presión para modernizar su flota de tanques para mantener relativa superioridad cualitativa con los tanques soviéticos, decidió usar la capacidad de sobreproducción momentánea para abastecerse de vehículos de diseño similar al Shir-2, llamado Challenger 1. El 12 de abril de 1983 el primer tanque británico protegido con blindaje Chobham fue entregado a los Royal Hussars.
En Francia desde 1966 GIAT Industries realizó experimentos enfocados al desarrollo de un blindaje ligero cerámico para vehículos, resultando en 1970 en el CERALU-system consistente en una alúmina sobre aluminio soldado al vehículo, ofreciendo una mejora del 50% en peso y eficiencia frente a amenazas balísticas comparando con acero laminado.
La última versión del blindaje Chobham se usa en el Challenger 2 (llamado blindaje Dorchester) y (aunque probablemente la composición probablemente varíe) en la serie de tanques M1 Abrams que según fuentes oficiales está actualmente protegido por azulejos de carburo de silicio. Teniendo en cuenta el nivel de protección declarado oficialmente por los primeros M1 (350 mm de equivalencia en acero frente a proyectiles cinéticos -APFSDS-) parece probable que estén equipados con azulejos de alúmina.
A pesar de que se suele afirmar lo contrario, el modelo original de producción del Leopard 2 no usaba blindaje Chobham sino una configuración combinada de blindaje espaciado y blindaje perforado, más barato de producir, mantener y reemplazar que un sistema de blindaje cerámico. Para muchos tanques modernos, como el Ariete italiano, todavía se desconoce qué tipo utiliza. Había una moda general en los ochenta por el blindaje perforado frente al cerámico, pero aunque muchos tanques de los setenta como el Leopard 1A3 y A4, los prototipos franceses AMX32 y AMX40 usaron el último sistema, el Leclerc tiene una versión mejorada.

## Aplicación aeroespacial
Las primeras planchas cerámicas encontraron aplicación en el sector aeroespacial: en 1965 el helicóptero UH-1 Huey fue modificado con HFC (Hard-Faced-Composite) alrededor de los asientos del piloto y copiloto, protegiéndolos contra las pequeñas armas de fuego. Las planchas de carburo de boro, aunque excesivamente costosas, han sido el material escogido para las aplicaciones aeroespaciales debido a su superior ligereza. Un ejemplo entre muchos, el moderno V-22 Osprey está protegido de forma similar.